# Michael Mayer (Eishockeyspieler)
Michael Mayer (* 7. Juli 1981 in Villach) ist ein österreichischer Eishockeytorwart, der seit 2010 beim EC SV Spittal unter Vertrag steht.

## Karriere
Michael Mayer begann seine Karriere in den Nachwuchsmannschaften des EC VSV und spielte gleichzeitig auch im Farmteam Telekom Austria, das der Verein zusammen mit dem EC KAC in der zweithöchsten österreichischen Spielklasse, der Nationalliga, unterhielt. Seine ersten Erfahrungen im Profieishockey sammelte er allerdings erst nach einem Wechsel zum EV Zeltweg, der jedoch nach der Saison 2000/01 den Abstieg antrat. Mayer blieb dem Verein noch ein Jahr treu, ehe ihn der Bundesligist EHC Linz für die Rolle des Ersatztorwarts verpflichtete. In den nächsten vier Jahren kam er hinter dem Tschechen Pavel Nešťák nur zu sporadischen Einsätzen und konnte nur im kurzlebigen Farmteam des Clubs weitere Erfahrung sammeln. 2006 wechselte er schließlich zu den Vienna Capitals, wo er jedoch auch keine tragende Rolle spielte. 
Im Jahr 2007 kehrte Mayer in die zweite Liga zurück und spielte zwei Jahre lang beim KSV Eishockeyklub, der jedoch mangels Qualität im Kader nur eine untergeordnete Rolle in der Liga spielte und 2009 sogar freiwillig in die dritte Spielklasse, die Oberliga abstieg. Mayer wechselte zum steirischen Lokalrivalen EV Zeltweg, der jedoch im selben Sommer ebenfalls in die Oberliga wechselte. Dort wurde er jedoch gegen Ende der Saison von Markus Stolz von der Position des ersten Torwarts verdrängt. Seit 2010 spielt Mayer für den österreichischen Viertligisten EC SV Spittal.

## Erfolge und Auszeichnungen
- 2003 Österreichischer Meister mit dem EHC Linz

## Karrierestatistik

### Hauptrunde
| Saison  | Team              | Liga         | GP | W  | L  | T | MIP  | GA  | GAA  | SVS | SVS%  | SO | G | A | PIM |
| ------- | ----------------- | ------------ | -- | -- | -- | - | ---- | --- | ---- | --- | ----- | -- | - | - | --- |
| 1998–99 | Team Telekom      | Nationalliga |    |    |    |   |      |     |      |     |       |    |   |   |     |
| 1999–00 | Team Telekom      | Nationalliga |    |    |    |   |      |     |      |     |       |    |   |   |     |
| 2000–01 | EV Zeltweg        | ÖEHL         | 36 | –  | –  | – | 371  | 51  | 8.25 | 230 | 81.85 | 0  | 0 | 0 | 0   |
| 2001–02 | EV Zeltweg        | Nationalliga |    |    |    |   |      |     |      |     |       |    | 0 | 1 | 24  |
| 2002–03 | EHC Linz          | ÖEHL         |    | –  | –  | – | 132  | 10  | 4.55 | 60  | 85.71 | 0  | 0 | 0 | 0   |
| 2003–04 | EHC Linz          | ÖEHL         | 5  | 0  | 3  | 0 | 238  | 14  | 3.53 | 95  | 87.16 | 0  | 0 | 0 | 0   |
| 2004–05 | EHC Linz          | ÖEHL         | 11 | 2  | 6  | 2 | 628  | 41  | 3.92 | 277 | 87.11 | 0  | 0 | 0 | 4   |
|         | EHC Linz          | Nationalliga | 27 | 6  | 19 | 1 | 1599 | 120 | 4.50 | 770 | 86.52 | 0  | 0 | 0 | 4   |
| 2005–06 | EHC Linz          | ÖEHL         | 3  | 1  | 0  | 0 | 98   | 2   | 1.22 | 50  | 96.15 | 0  | 0 | 0 | 0   |
| 2006–07 | Vienna Capitals   | ÖEHL         | 7  | 1  | 2  | 0 | 289  | 19  | 3.94 | 107 | 84.92 | 0  | 0 | 0 | 0   |
| 2007–08 | KSV Eishockeyklub | Nationalliga | 27 | 13 | 12 | 2 | 1629 | 92  | 3.39 | 715 | 88.60 | 1  | 0 | 0 | 0   |
| 2008–09 | KSV Eishockeyklub | Nationalliga | 27 | 12 | 13 | 3 | 1623 | 103 | 3.81 | 850 | 89.19 | 1  | 0 | 0 | 0   |
| 2009–10 | EV Zeltweg        | Oberliga     | 15 | –  | –  | – | 905  | 65  | 4.31 | 472 | 87.90 | 1  | 0 | 0 | 0   |

### Play-offs
| Saison  | Team              | Liga         | GP | W | L | T | MIP | GA | GAA  | SVS | SVS%  | SO | G | A | PIM |
| ------- | ----------------- | ------------ | -- | - | - | - | --- | -- | ---- | --- | ----- | -- | - | - | --- |
| 2007–08 | KSV Eishockeyklub | Nationalliga | 3  | 0 | 2 | 1 | 151 | 15 | 5.96 | 55  | 78.57 | 0  | 0 | 0 | 0   |
| 2008–09 | KSV Eishockeyklub | Nationalliga | 4  | 1 | 3 | 0 | 237 | 19 | 4.81 | 150 | 88.76 | 0  | 0 | 0 | 0   |
| 2009–10 | EV Zeltweg        | Oberliga     | 1  | 0 | 1 | 0 | 60  | 5  | 5.00 | 30  | 85.71 | 0  | 0 | 0 | 0   |

### Nationalmannschaft
| Saison | Team       | Liga           | GP | W | L | T | MIP | GA | GAA  | SVS | SVS%  | SO | G | A | PIM |
| ------ | ---------- | -------------- | -- | - | - | - | --- | -- | ---- | --- | ----- | -- | - | - | --- |
| 2000   | Österreich | U20-WM, Div. C | 2  | – | – | – | 80  | 1  | 0.75 | 20  | 95.24 | 0  | 0 | 0 | 0   |
| 2001   | Österreich | U20-WM, Div. I | 3  | – | – | – | 137 | 8  | 3.50 | 40  | 83.33 | 0  | 0 | 0 | 0   |

(Legende zur Torhüterstatistik: GP oder Sp = Spiele insgesamt; W oder S = Siege; L oder N = Niederlagen; T oder U oder OT = Unentschieden oder Overtime- bzw. Shootout-Niederlage; Min. = Minuten; SOG oder SaT = Schüsse aufs Tor; GA oder GT = Gegentore; SO = Shutouts; GAA oder GTS = Gegentorschnitt; Sv% oder SVS% = Fangquote; EN = Empty Net Goal; 1 Play-downs/Relegation; Kursiv: Statistik nicht vollständig)